# Herb guberni kieleckiej
Herb guberni kieleckiej zatwierdzony przez cesarza 25 lutego 1869 roku przedstawiał na tarczy francuskiej, w polu błękitnym, na górze srebrnej, piec złoty gorejący ogniem, po bokach którego dwie kule złote. Tarczę herbu wieńczyła korona cesarska, po bokach tarczy złote gałęzie dębowych liści, przewinięte błękitną wstęgą orderu świętego Andrzeja.
Herb w użyciu do 1915 roku.
Z powodu braku znajomości heraldyki herb guberni kieleckiej (po niewielkich zmianach) od 1992 roku używany jest jako herb gminy Bolesław (powiat olkuski).